# Museo della bilancia
Il museo della bilancia è un museo tecnologico e industriale situato a Campogalliano, in provincia di Modena.

## Storia
Inaugurato nel 1989, lo spazio museale è parte di un territorio di produzione pionieristica che dal 1860 realizza sistemi di misurazione. Dal 1991 il museo è diventato anche un centro nazionale di documentazione sul tema della bilancia.

## Collezione
Il museo espone una collezione di oltre 200 strumenti di peso e misura (gli altri 1200 circa e tutto il patrimonio librario ed archivistico sono comunque visitabili su richiesta nel deposito ordinato) all'interno di uno stabile della fine degli anni Venti di pertinenza della vecchia cantina sociale.
La visita inizia, dopo avere percorso un corridoio lungo il quale è collocato il "muro iconico" che, con suggestioni visive, introduce ai concetti di bilancia e peso: nel "Labirinto dei fenomeni" è possibile pesarsi e vedere il proprio peso, oltre che sulla Terra, anche nelle condizioni simulate di gravità sulla Luna e sul pianeta Giove.
La "Galleria dei mestieri e delle professioni" raccoglie gli strumenti di pesatura utilizzati in macelleria: la sezione espone oltre 20 bilance, dalle ottocentesche stadere in ferro alle bilance da banco in marmo con i piatti in opaline o granito, dalle bilance con testa a orologio degli anni 1950 alle pesa prezzo a scala elettro-ottica degli anni 1970, dal bastone da passeggio con ippometro per misurare l'altezza al garrese dei cavalli alle bilance del soppresso macello comunale di Campogalliano, dalla pesa aerea da mattatoio ad un modellino di pesabovini con ringhiera. L'oggetto simbolo della sezione è una raffinata stadera pesacarne, costruita a Torino nel 1907 e decorata da fregi in ottone a testa di bue ed utilizzata come immagine di sfondo anche nei pannelli didattici, rinnovati nella veste grafica e ricchi di iconografia che spesso si rifà alle bilance esposte. Nella parte finale della sezione è presente un gioco interattivo per scoprire segreti e meraviglie di un prodotto da macelleria recentemente rivisitato nel territorio di Campogalliano: la salsiccia gialla fina (in dialetto modenese: sulzezza zala bouna e fina).
Al primo piano, nel "Canale della storia" gli strumenti sono esposti cronologicamente partendo dalla stadera romana in bronzo fino ad arrivare alle contemporanee celle di carico per le bilance elettroniche; lungo il percorso si vedono esposte alcune curiosità fra cui: un calibro per la misura della suola delle scarpe, un metro campione costruito a Modena nell'officina metrica del ducato estense nel 1856-57, una grandiosa bilancia da laboratorio, una bilancia a forma di penna, una preziosa pesalettere intarsiata, una bilancia a pendolo pesauova americana e una con il piatto richiudibile per pesare il pesce vivo durante le gare di pesca. All'inizio del "Canale della storia" è posizionata un'insolita stadera utilizzata per pesare il ghiaccio nel 1876 nella fabbrica Tanner all'isola della Giudecca a Venezia.
Nella sezione successiva "Campogalliano. Città della bilancia", è ricreato un esterno con un acciottolato che evoca una piazza: il museo vuole proiettarsi all'esterno e identificarsi con il territorio di Campogalliano nel quale sono ancora leggibili i segni di una vocazione artigianale ed industriale che ha trovato nella bilancia il proprio genius loci: tutti gli strumenti di questa sala sono stati infatti costruiti a Campogalliano.
L'ultima sezione "Galleria delle bascule e delle grandi stadere" è dedicata agli strumenti di grosse dimensioni: grandi stadere pesafantino o per pesare le forme di Parmigiano-reggiano o le botti, bascule in legno di diverse tipologie e bascule pesapersone e pesaneonati.
Nel giardino adiacente al museo è presente una pesa-ponte, sempre funzionante, che consente ai passanti, anche in gruppo, di pesarsi e di ammirare le leve della pesa colorate nella loro diversità a formare un "Arcobaleno di leve".